# Дмитрий Ширков
Дмѝтрий Васѝлевич Ширко̀в (на руски: Дмитрий Васильевич Ширков; на английски: Dmitry Shirkov) е роден на 3 март 1928 г. в Москва, Русия. Той е руски теоретичен физик известен за приносите си към квантовата теория на полето и към развиването на метода на ренормализационната група.

## Биографични данни
Дмитрий Ширков е завършил Факултета по физика на Московския държавен университет (МГУ) през 1949, където слуша лекции (плюс изпити) по теоретична физика при Ландау, които оставят дълбока следа в научното му развитие свързано по-нататък главно с Н.Н. Боголоюбов. През 1954 получава докторска титла (Кандидат на науките) в областта на теорията на неутронната дифузия. През 1958 защитава докторската си дисертация „Метод на ренормализационната група в квантовата теория на полето“ и получава титлата Доктор на науките (Doctor of Sciences).
Началото на кариерата му започва в Института по химическа физика АН на СССР и продължава в закрития обект в гр. Саров (предишен Арзамас-16), където работата му е свързана с опростяването на кинетичното уравнение на Болцман в задачата за пренос на неутрони в сложна среда. Получените резултати биват включени в различни приложни проекти. За участието си в проект свързан с разработката на термоядрено оръжие, Дмитрий Ширков получава орден „Трудового Красного Знамени“, а за работата си по друг проект за артилерийски ядрен заряд (ръководен от М. А. Лаврентиев) получава Ленинска премия през 1958.
През 1972—1992 е назначен за професор в катедрата по „Квантова статистика и полева теория“" на Факултета по Физика на МГУ. От 1992 е професор в катедрата по Физика на високите енергии.
Работил е в математическия институт „Стеклов“ през периода 1952—1958, в ОИЯИ - Дубна (1958-1960) и в Математическия институт на Сибирския клон на Съветската академия на науките (РАН) през периода 1960—1969, където основава отдел по теоретична физика и има много ученици. От 1969 се връща на работа в ОИЯИ - Дубна, а от 1971 също и в МГУ. Бил е ръководител на Лабораторията по теоретична физика в ОИЯИ - Дубна (1993—1997), където понастоящем е почетен директор
Дмитрий Ширков е Поканен Нобелов професор (Invited Nobel Professor) в Lund University, Швеция (1970—1971). Става член кореспондент на Съветската академия на науките през 1960 и академик на Руската академия на науките през 1994.
Награден е със Златен медал на името на Н. Н. Боголюбов РАН (2004).
Дмитрий Ширков е основател и редактор на серията от монографии „Книги по теоретична физика“ на издателство Наука (1978—1990). Той е председател на журито за Наградата Боголюбов за млади учени. Член е на редколегията на „Журнал экспериментальной и теоретической физики“, както и на „Теоретична и математична физика“, главен редактор на „Письма ФЭЧАЯ“ и е в редакционната колегия на ФЭЧАЯ.
В семеен план има син и две дъщери, внуци и правнуци.

## Изследвания
Основната работа на Дмитрий Ширков е посветена на квантовата теория на полето, теорията на суперпроводимостта, приблизителните методи в теорията на бавните неутрони, динамика на силно-взаимодействащите частици при ниски енергии и т.н. Той, заедно с Николай Боголюбов, създава аксиоматичен пертурбационен метод за квантовата теория на полето (1954—1958) и развива метода на ренормализационната група (1955—1956). Измисля и развива метода на количественото описание на еластичните удари и квази-еластичните адронни удари при ниски енергии (1959—1970).
В ОИЯИ – Дубна Дмитрий Ширков организира школа по аналитични и числени компютърни изчисления, играе активна роля в привличането на млади хора в института и осъществяването на международни сътрудничества. Организатор и основател е на дубненските цикли „Лекции за младите физици“.

## Отличия и награди
- „Ленинская премия“ (1958)
- „Государственная премия СССР“ (1984)
- Два ордена „Трудового Красного Знамени“ (1954, 1967)
- Орден "Кирил и Методий I степен НРБ" (1970)
- Орден "Знак Почёта" (1975)
- Орден „Дружбы народов“ (1988)
- Заслуженный деятель науки РФ (1996)
- Орден „Дружбы РФ“ (2004)
- Златен медал на името на Н. Н. Боголюбов РАН (2004)
- Орден „За заслуги перед Отечеством“ IV степен (2008)

## Публикации

### Книги
- Боголюбов Н. Н., Толмачев В. В., Ширков Д. В. Новый метод в теории сверхпроводимости. М.: Изд-во АН СССР, 1958.
- N. N. Bogoliubov, V. V. Tolmachev, D. V. Shirkov. A New Method in the Theory of Superconductivity. Kessinger Publishing, 1958.
- Ширков Д. В., Серебряков В. В., Мещеряков В. А. Дисперсионные теории сильных взаимодействий при низких энергиях. М.: Наука, 1967.
- N. N. Bogoliubov, D. V. Shirkov. The Theory of Quantized Fields. New York, Interscience, 1959.
- D. V. Shirkov, V. V. Serebryakov, V. A. Mescheryakov.: Dispersion Theories of Strong Interactions at Low Energy. North-Holland, 1969. ISBN 0-7204-0150-X, ISBN 978-0-7204-0150-9.
- Боголюбов Н. Н., Ширков Д. В. Введение в теорию квантованных полей. 7 изданий на 4 языках. 4-е изд. М.: Наука, 1984.
- N. N. Bogoliubov, D. V. Shirkov. Introduction to the Theory of Quantized Field. John Wiley & Sons Inc., 1980. 3rd edition. ISBN 0-471-04223-4. ISBN 978-0-471-04223-5.
- N. N. Bogoliubov, D. V. Shirkov. Quantum Fields. Benjamin-Cummings Pub. Co., 1982. ISBN 0-8053-0983-7.
- Белокуров В. В., Ширков Д. В. Теория взаимодействия частиц. М.: Наука, 1986.
- V. V. Belokurov, D. V. Shirkov (1991): The Theory of Particle Interactions. American Institute of Physics. ISBN 0-88318-715-9.
- Боголюбов Н. Н., Ширков Д. В. Квантовые поля. (5-е изд) М.: Физматлит, 2005. ISBN 5-9221-0580-9.

### Избрани статии
1. Д.В. Ширков, Н.Н. Боголюбов. Устранение расходимостей из матрицы рассеяния. // УФН, Т. 57, № 9 (1955).
2. Д.В. Ширков. Свойства траекторий полюсов Редже. // УФН, Т. 102, № 9 (1970).
3. А.А. Владимиров, Д.В. Ширков. Ренормализационная группа и ультрафиолетовые асимптотики. // // УФН, Т. 129, № 11 (1979).
4. В.П. Гердт, Д.В. Ширков, О.В. Тарасов. Аналитические вычисления на ЭВМ в приложении к физике и математике. // УФН, Т. 130, № 1 (1980).
5. Б.В. Медведев, Д.В. Ширков П. А. М. Дирак и становление основных представлений квантовой теории поля // УФН. – 1987. – В. 9. – Т. 153. – № 1. – С. 59—104.
6. V.F. Kovalev and D.V. Shirkov. The Bogoliubov renormalization group and solution symmetry in mathematical physics. // Phys. Rep., 2001, v. 352, pp. 219–249.
7. В.Ф. Ковалев, Д.В. Ширков. Ренормгрупповые симметрии для решений нелинейных краевых задач. // УФН, Т. 178, № 8 (2008).
8. Д.В. Ширков. 60 лет нарушенным симметриям в квантовой теории (от теории сверхтекучести Боголюбова до Стандартной модели). // УФН, Т. 179, № 6 (2009).
9. V. F. Kovalev and D. V. Shirkov. The Bogoliubov renormalization group and solution symmetry in mathematical physics. Phys. Rep., 2001, v. 352, pp. 219–249.